# Улица Лётчицы Тарасовой

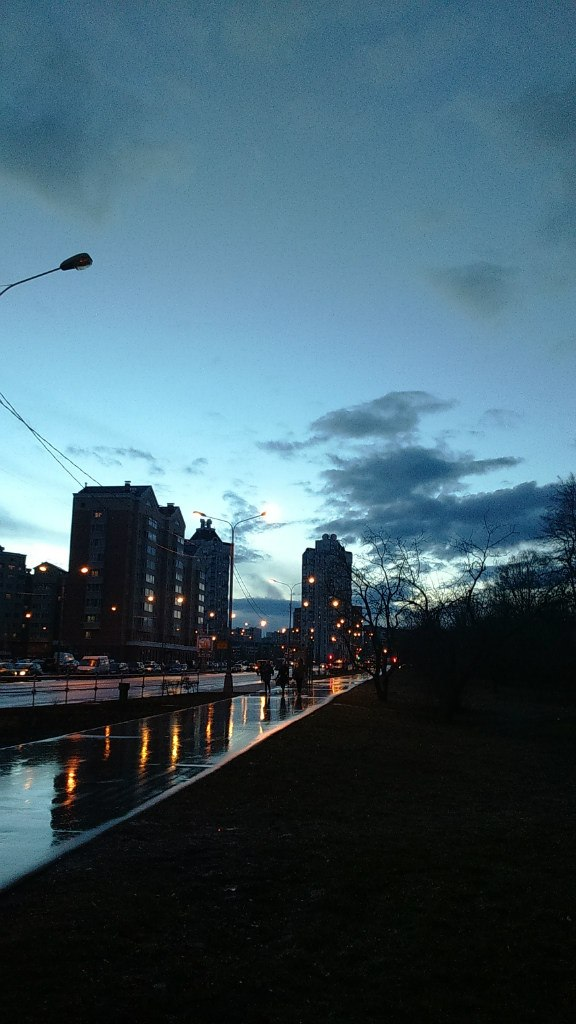
Вид в сторону Панфиловского проспекта.

Улица Лётчицы Тарасовой — улица в Москве, в Зеленоградском административном округе, в районе Крюково.

## Описание
Проходит мимо корпусов 19-го и 20-го микрорайонов, соединяет Георгиевский и Панфиловский проспекты. Длина (нынешняя) — 900 метров, в перспективе планируется продление до строящегося 22-го микрорайона (жилой комплекс «Зелёный Парк») на месте снесённого ЦИЭ.

## История
Проложена в 2008 году на месте бывшей деревни Каменка.

## Название
Изначально называлась проездом 686. Также на многих картах она называлась улицей Чернышевского.
Нынешнее название — с 2013 года.
Названа в честь Веры Ивановны Тарасовой (1919—1942) — советской лётчицы, участницы Великой Отечественной войны, уроженки деревни Каменка.

## Транспорт
Автобус № 14 — в сторону Георгиевского проспекта.
Автобусы № 25 и 32 — в сторону Панфиловского проспекта и Крюковской эстакады.
Автобус № 28 — в сторону Советской улицы и Привокзальной площади.